# Sushma Swaraj
Sushma Swaraj (née Sharma; Ambala Canttonment, 14 de fevereiro de 1952 – Nova Deli, 6 de agosto de 2019) era uma política indiana e uma advogada da Suprema Corte. Líder sénior do Partido Bharatiya Janata, Swaraj actuou como Ministra das Relações Exteriores da Índia no primeiro governo de Narendra Modi (2014–2019). Ela foi a segunda mulher a ocupar o cargo, depois de Indira Gandhi. Foi eleita sete vezes como membro do Parlamento e três vezes como membro da Assembleia Legislativa. Com 25 anos, em 1977, ela se tornou a mais jovem ministra do estado indiano de Haryana. Ela também serviu como 5ª Ministra Chefe de Délhi por um curto período em 1998.